# Lauben
Lauben là một đô thị ở Oberallgäu bang Bayern thuộc nước Đức.